# Cadeo
Cadeo is een gemeente in de Italiaanse provincie Piacenza (regio Emilia-Romagna) en telde op 31-12-2017 bijna 6100 inwoners.
De volgende frazioni maken deel uit van de gemeente: Roveleto, Saliceto, Fontana Fredda.

## Demografie
Het aantal inwoners van Cadeo steeg in de periode 1991-2017 met 12,7% volgens ISTAT.
| Jaar | Inwoneraantal |
| ---- | ------------- |
| 1991 | 5396          |
| 2001 | 5459          |
| 2004 | 5601          |
| 2013 | 6147          |
| 2017 | 6083          |

## Geografie
De gemeente ligt op ongeveer 65 meter boven zeeniveau.
Cadeo grenst aan de volgende gemeenten: Carpaneto Piacentino, Cortemaggiore, Fiorenzuola d'Arda, Pontenure.

## Externe link

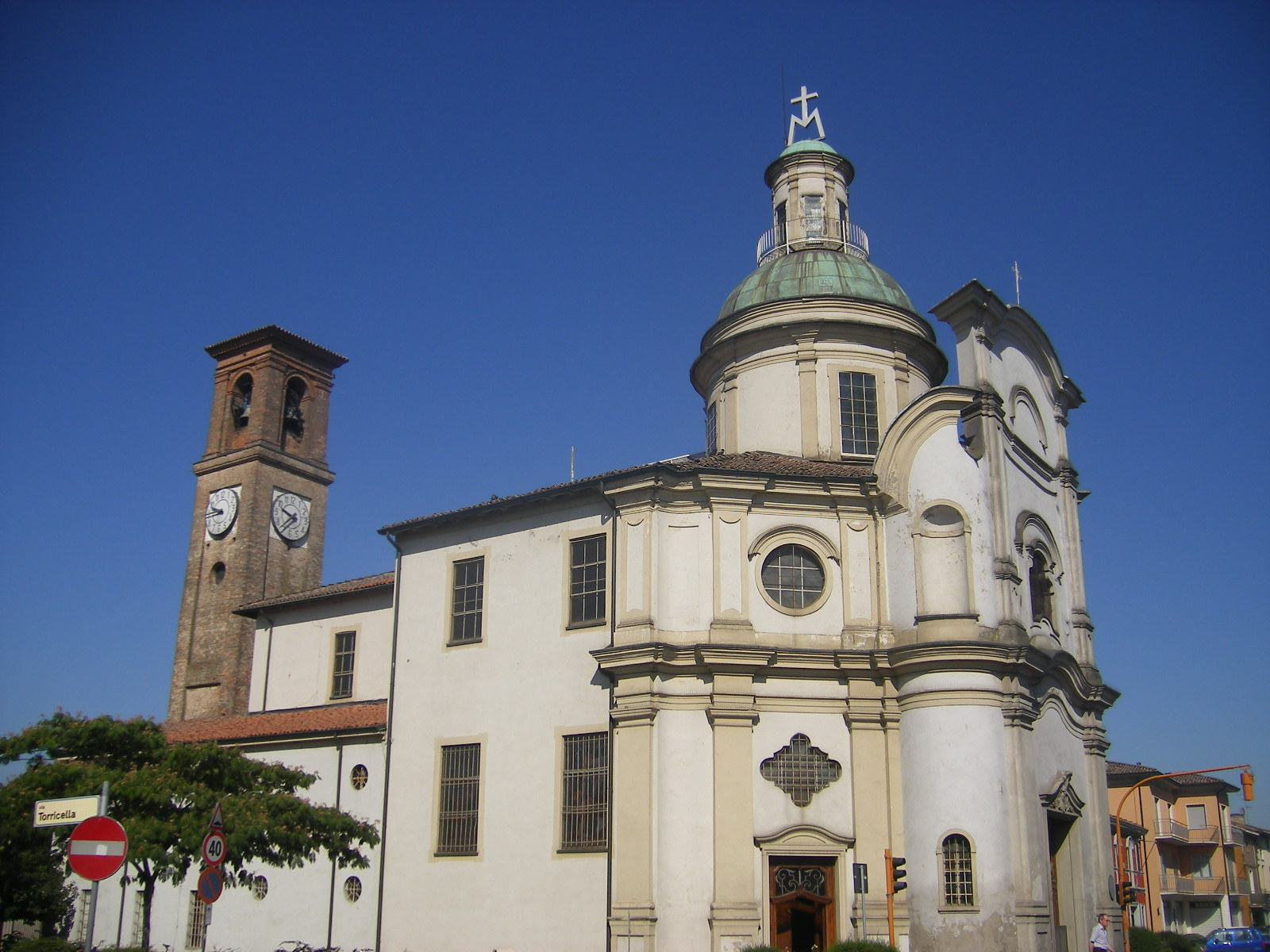
kerk van Cadeo (Santuario Roveleto)